# Дорога йде вдалину
«Дорога йде вдалину» — радянський фільм 1959 року режисера Анатолія Вехотка.

## Сюжет
Молодий лікар Олена Шатрова після закінчення інституту направлена до сільської лікарні на цілину. На першому ж чергуванні отримує виклик до хворого хлопчика та вирушає у далекий високогірний аул. Потрібно терміново їхати, а дороги розмиті дощами, і машину головний лікар заборонив брати. Олена діставатиметься хворого де пішки, де на возі, де на попутній машині. Шлях машині перегороджує річка, що розлилася. Пором через річку зірвало, а іншої переправи немає. Завдяки сміливості шофера, який на вутлому човнику насилу перепливає на інший берег і викликає на допомогу місцевих жителів, лікар вчасно добирається до хворого хлопчика.

## В ролях
- Юлія Цоглін — Олена Шатрова
- Юрій Соловйов — Андрій

- Михайло Трояновський
- Георгій Осипенко
- Євген Попов
- Яків Родос
- Любов Майзель
- Микола Харитонов
- Намсалма Цибжитова
- Рудольф Русанович
- Віра Ліпсток
- Степан Крилов
- Борис Муравйов
- Ануарбек Молдабеков
- Ольга Аверичева
- Жанна Сухопільська
- Валентина Романова

## Знімальна група
- Режисер — Анатолій Вехотко
- Сценарист — Олексій Леонтьєв
- Оператор — Олег Куховаренко
- Композитор — Дмитро Толстой
- Художник-постановник — Іван Іванов

## Зйомки
Фільм знімався натурі в Алма-Атинській області, зокрема, сцена переправи через річку знімалася на річці Ілі, при цьому актор Юрій Соловйов сам виконав цю сцену в три дублі.